# NGC 4609
NGC 4609 (také známá jako Caldwell 98) je malá ale jasná otevřená hvězdokupa v jižním souhvězdí Jižního kříže vzdálená přibližně 4 000 světelných let. Objevil ji skotský astronom James Dunlop v roce 1826 při svém pobytu v Parramatta v Novém Jižním Walesu v Austrálii. 

## Pozorování

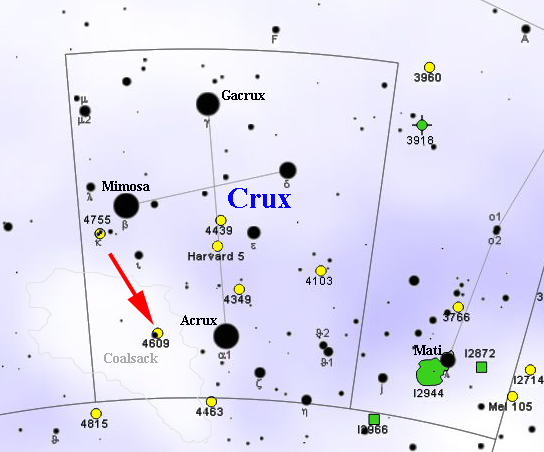
Poloha NGC 4609 v souhvězdí Jižního kříže

Na obloze se nachází v jihovýchodní části souhvězdí, 2 stupně východně od jasné hvězdy s magnitudou 0,77 Acrux, na západním okraji temné mlhoviny Uhelný pytel, blízko proměnné hvězdy s magnitudou 5,3 BZ Crucis. Skládá se z několika žlutých hvězd 9. a 10. magnitudy, proto může být za dobrých podmínek viditelná i triedrem 10x50. V amatérském astronomickém dalekohledu s průměrem 80 mm je vidět desítka hvězd uspořádaných do dvou téměř rovnoběžných řetězců. Dalekohled s průměrem 150 mm ji rozloží úplně a s průměrem 200 mm je možno pozorovat několik desítek slabých hvězd až do 13,5. magnitudy. 3 stupně severovýchodním směrem se nachází otevřená hvězdokupa NGC 4755.
Kvůli její velké jižní deklinaci není hvězdokupa vůbec pozorovatelná v mnoha obydlených oblastech severní polokoule, jako je Evropa a téměř celá severní Amerika; v obydlených oblastech jižní polokoule je naopak cirkumpolární. Nejvhodnější období pro její pozorování na večerní obloze je od února do srpna.

## Historie pozorování
NGC 4609 poprvé nalezl James Dunlop v roce 1826, když pracoval jako vedoucí observatoře v Parramatta v Austrálii. Později ji znovu pozoroval John Herschel a přidal ji do svého katalogu.

## Vlastnosti
Hvězdokupa je docela bohatá a hustá, i když v ní převažují slabé hvězdy. Leží v odhadované vzdálenosti 1 223 parseků (4 000 světelných let) od Slunce, tedy na vnějším okraji ramena Střelce Mléčné dráhy, které je blíže galaktickému jádru než rameno Orionu, ve kterém sídlí Slunce. Tímto směrem se nachází oblast bohatá na mladé hvězdy a HII oblasti spojené s obřími molekulárními mračny.
Ve směru pohledu na tuto hvězdokupu leží mlhovina Uhelný pytel, proto její hvězdy vypadají jako slabé a okolní hvězdné pole vypadá velmi chudé. Její stáří je zhruba 78 milionů let a je tedy poměrně mladá. Mezi jejími slabými hvězdami vystupuje několik horkých hvězd hlavní posloupnosti spektrální třídy B a A. Nedaleko jihovýchodním směrem se nachází malá otevřená hvězdokupa Hogg 15, jejíž vzdálenost je kolem 3 200 parseků, tedy mnohem dále než NGC 4609, a která obsahuje jednu Wolfovu–Rayetovu hvězdu.